# Radio Nuevo Tiempo (Perú)
Nuevo Tiempo Perú es una emisora de radio peruana religiosa adventista sin fines de lucro de la Iglesia Adventista del Séptimo Día, que transmite las 24 horas del día.

## Historia
Radio Nuevo Tiempo Perú llegó al Perú en el año 2005 en la frecuencia 1380 AM en Lima.
En 2006 compró frecuencias FM en Piura y Arequipa
En 2007 compró frecuencias en Chiclayo, Pucallpa, Bagua, Trujillo.
En 2008 compró frecuencias en Cajamarca, Celendin, Huancayo, Huarmey, Ilo y Iquitos.
En 2009 compró frecuencias en Juanjui, Juliaca, Moquegua y Nueva Cajamarca. El mismo año ingreso como un bloque de 4 horas diario en la desaparecida Radio Fiesta 105.5 FM de Lima hasta 2020 que desaparecio la emisora.
En 2010 compró frecuencias en Tacna y Tarapoto.
En marzo del 2022, compraron una frecuencia en Puerto Inca en la provincia de Huánuco. En julio, iniciaron una campaña llamada ¡Es ahora! en dónde buscaban conseguir dinero para comprar una frecuencia FM en Lima en la cual pedían colecta en las iglesias de su religión, también transferencias bancarias de sus seguidores para así poder adquirir una radio para transmitir en todo lima y callao.
El 2 de noviembre del 2022, se adquirió las frecuencias 880 AM y 103.3 FM en Lima de Radio Unión, en 6 millones de dólares siendo el reemplazo de dicha radio;convirtiéndose así en la primera radio religiosa en FM con transmisión en todo Lima Metropolitana. Luego de algunas semanas transmitiendo en simultáneo en los 1380 y 880, dejó de emitir en AM en Lima quedando solo con la señal FM.
En 2023 compró una frecuencia en Huacho.
El 14 de diciembre de 2024 volvió a emitir en la frecuencia 880 AM en la capital peruana.

## Frecuencias

### FM
- Arequipa - 91.9
- Ascope - 92.3
- Bagua - 98.3
- Chachapoyas - 90.9
- Casma - 91.9
- Cascas - 95.3
- Chimbote - 97.5
- Chiclayo - 92.7
- Chocope - 92.3
- Cajamarca - 94.5
- Celendin - 106.1
- Chota - 105.9
- Contumazá - 96.9
- Chumbivilcas - 104.3
- El Dorado - 93.3
- Espinar - 90.1
- Huarmey - 97.5
- Huamachuco - 94.5
- Huancabamba - 106.5
- Huancayo - 92.9
- Huacho - 89.7
- Ilo - 92.3
- Iquitos - 97.3
- Jaén - 96.7
- Juanjui - 97.9
- Julcán - 104.5
- Juliaca - 94.3
- Lima - 103.3
- Mancora - 104.1
- Moquegua - 96.9
- Moyobamba - 102.3
- Nueva Cajamarca - 107.5
- Piura - 90.1
- Pucallpa - 95.7
- Puerto Inca - 92.5
- Puerto Maldonado - 97.9
- Puno - 102.3
- Santa Cruz - 102.7
- Sicuani - 93.3
- Tacna - 92.3
- Talara - 90.3
- Tarapoto - 101.3
- Trujillo - 96.9
- Tumbes - 96.7
- Yurimaguas - 96.7

### AM
- Huancayo - 1600
- Juliaca - 780
- Lima - 880
- Pucallpa - 1120

### Anteriores
- Lima - 1380 AM